# Rafa Guerrero
Rafael Guerrero Alonso  (Trobajo del Camino, León, 20 de abril de 1963) es un ex árbitro asistente de fútbol español, que ejerció como asistente durante catorce temporadas en Primera División española, y también en competiciones internacionales, compaginando su faceta arbitral con el trabajo de conserje en el Colegio Público Trepalio, en su localidad natal, Trobajo del Camino. 
Desde la temporada 2008/09 es analista arbitral en el diario Marca de las jugadas más polémicas del partido más importante de la jornada, y también colabora en El chiringuito de Jugones.

## Trayectoria
Estuvo en el arbitraje activo durante 20 años, de los cuales 14 fueron en Primera División. Su pueblo de siempre es Trobajo del Camino. Trabajó un breve periodo para Radio Nacional de España como comentarista de los partidos de la Selección Española en la Eurocopa 2008.
Cobró notoriedad mediática durante el partido de Liga entre el Real Zaragoza y el F. C. Barcelona disputado el 29 de septiembre de 1996. Tras una patada de Fernando Couto a Xavi Aguado, Jesús Solana dio un manotazo dentro del área al primero, que acabó en el suelo; Rafa llamó al árbitro Mejuto González para avisarle con la después famosa frase «Penalty y expulsión», respondida con «Vaya, joder, Rafa, me cago en mi madre, ¿expulsión de quién?» —aunque suele recordarse como «Rafa, no me jodas»—, y señaló a Aguado («el número seis») en vez de a Solana. Todo ello fue captado por la televisión.
Participó como árbitro asistente en la Eurocopa 2004 de Portugal, en el Mundial sub-20 de Emiratos Árabes celebrado en Dubái, en la Copa Africana de Naciones 2000 y en la Copa de Japón (Tokio y Osaka).[cita requerida]

## Partidos arbitrados
- Primera División: 315.
- Copa del Rey: 2 finales.
- Supercopa de España: 3.
- Partidos internacionales: 174.
- Balloon World Cup 2021
- Balloon World Cup 2022

## Premios
- León de Plata del Belgar.[6]